# Espaço Força e Luz
O Espaço Força e Luz, anteriormente chamado Centro Cultural CEEE Érico Verissimo (CCCEV) é um centro cultural da cidade de Porto Alegre, na Rua dos Andradas, voltado especialmente para as áreas artística, cultural e literária. Além de abrigar os acervos do Museu da Eletricidade do Rio Grande do Sul e do Memorial Erico Verissimo.

## História
Está instalado no antigo prédio da Companhia Força e Luz, construído entre os anos de 1926 e 1928 engenheiro Adolfo Stern, e abriga três salas de exposições, um auditório-teatro, uma biblioteca, o Museu da Eletricidade do Rio Grande do Sul, salas para oficinas e cursos, e espaços destinados à conservação e manutenção de acervos documentais e literários.
Na década de 1940, a crise na distribuição de energia elétrica no estado levou à estatização das empresas do ramo, incluindo a Foreign Light and Power, resultando na criação da Comissão Estadual de Energia Elétrica (CEEE). Nesse período, o Capitão Lulu, proprietário do edifício, enfrentou dificuldades devido à proibição dos jogos de azar no Brasil em 1946, o que levou à venda do edifício ao Jockey Club do Rio Grande do Sul. No entanto, o edifício continuou a ser usado pela empresa de energia elétrica estatal.[carece de fontes?]
Em 1961, a CEEE foi transformada em sociedade de economia mista, denominada Companhia Estadual de Energia Elétrica (CEEE). Duas décadas depois, em 1981, a CEEE adquiriu o edifício, mantendo uma agência de atendimento ao público no 1º andar até o final dos anos 80.[carece de fontes?]
A relação do edifício com a museologia começou em 1990, quando o Museu da Eletricidade do Rio Grande do Sul ocupou o terceiro e quarto andares. Em 1998, o museu foi temporariamente transferido para o centro administrativo da CEEE devido à deterioração do edifício e ao aumento da demanda por suas atividades.[carece de fontes?]
Em 1992, o processo de tombamento do prédio foi iniciado, e em 1994, o Instituto de Patrimônio Histórico e Artístico do Estado do Rio Grande do Sul (IPHAE) emitiu a Portaria nº 10/94 de tombamento.
Em 1996, iniciou-se o processo de restauração do edifício, e inaugurado em 17 de dezembro de 2002 o Centro Cultural CEEE Érico Verissimo, resultado de um esforço conjunto entre a Companhia Estadual de Energia Elétrica (CEEE), empresa estatal; a Associação Cultural Acervo Literário de Érico Veríssimo (ALEV) e a Pontifícia Universidade Católica do Rio Grande do Sul (PUCRS).
Em 2013, o Centro Cultural recebeu o acervo do escritor Erico Verissimo, originando o Memorial Erico Verissimo (MEV), ocupando salas expositivas no terceiro e sexto andares.
Em 2020, a gestão estatal da CEEE foi privatizada, e a Diretoria do Grupo CEEE e a gestão do CCCEV estabeleceram a Fundação Força e Luz, uma instituição privada dissociada da antiga companhia, com o objetivo exclusivo de preservar o patrimônio e promover a cultura. Isso concedeu à nova instituição autonomia financeira e a capacidade de captar recursos, além de uma equipe técnica qualificada.
Em 2021, o CCCEV passa a ser chamado de Espaço Força e Luz, sob nova administração.